# Джонатан Квік
Джонатан Дуглас Квік (англ. Jonathan Douglas Quick; 21 січня 1986, м. Мілфорд, США) — американський хокеїст, воротар. Виступає за «Нью-Йорк Рейнджерс» у Національній хокейній лізі.
Виступав за «Манчестер Монаркс» (АХЛ), «Лос-Анджелес Кінгс», «Вегас Голден Найтс».
В чемпіонатах НХЛ — 790 матчів, у турнірах Кубка Стенлі — 92 матчі.
У складі національної збірної США учасник зимових Олімпійських ігор 2010 (0 матчів).
Досягнення
- Володар Кубка Стенлі (2012, 2014, 2023)
- Срібний призер зимових Олімпійських ігор (2010).

Нагороди
- Трофей Конна Смайта (2012)
- Трофей Вільяма М. Дженнінгса (2014, 2018)